# Butte (Nebraska)
Butte je selo u američkoj saveznoj državi Nebraska. Prema popisu stanovništva iz 2010. u njemu je živjelo 326 stanovnika.